# Походкино
Походкино — деревня в Дмитровском районе Московской области, в составе Сельского поселения Габовское. Население — 8 чел. (2010). До 2006 года Походкино входило в состав Каменского сельского округа.

## Расположение
Деревня расположена в юго-западной части района, примерно в 18 км на юго-запад от Дмитрова, на левом берегу реки Каменка (правый приток Волгуши), высота центра над уровнем моря 216 м. Ближайшие населённые пункты — посёлок дома отдыха «Горки» на севере, Левково на северо-западе, Гульнево на юго-западе и Старо на юго-востоке.

## Население
| 2002 | 2006 | 2010 |
| ---- | ---- | ---- |
| 13   | →13  | ↘8   |